# Saffir–Simpsons orkanskala
Saffir–Simpsons orkanskala (SSHS) är en skala för att mäta storleken på de tropiska cykloner i västra Atlanten och Stilla havet öster om datumgränsen som uppnår orkanstyrka. För orkaner i andra delar av världen används andra skalor.
Skalan är uppkallad efter ingenjören Herbert Saffir och meteorologen Bob Simpson, som tillsammans utvecklade den 1971, då Simpson var chef för USA:s National Hurricane Center. Skalan började tillämpas av USA:s National Weather Service 1973.
Angivna vindstyrkor i Saffir–Simpsonskalan avser 1-minutsmedelvärden enligt nuvarande USA-standard. Kortvarigt (några sekunder) uppträder i regel vindbyar med betydligt högre vindhastighet, upp till 25 % över medelvärdet. Många uppgifter i litteraturen avser 10-minutersmedelvärden, som ger lägre siffror än om samma storm beskrivits med 1-minutmedelvärden. Däremot avviker enstaka toppar (vindstötar) mer från medelvärdet i 10-minuterfallet än vid 1-minutfallet.
| Kategori | meter/sekund | Verkningar | Exempel |
| -------- | ------------ | --- | --- |
| 1        | 33-42        | Vattenståndet allmänt 0,9…1,2 m högre än normalt. Inga större skador på fast bebyggelse. Smärre skador på baracker, buskage, träd. Vissa skador på svagt byggda vägskyltar. Somliga strandnära gator översvämmade, småskador på bryggor. | Orkanen Lili 2002 orsakade jordskred vid Louisianas kust. Orkanen Gaston 2004 orsakade jordskred längs kusten i mellersta South Carolina. |
| 2        | >42-49       | Vattenståndet allmänt >1,2…2,4 m högre än normalt. Taktegel o. dyl. blåser iväg, dörrar och fönster i fast bebyggelse skadas. Avsevärda skador på baracker, svagt byggda vägskyltar samt på bryggor. Strandnära och låglänta utfartsvägar översvämmas 2 à 4 timmar innan stormcentrum anländer Småbåtar vid oskyddade ankarplatser sliter sig. | Orkanen Frances 2004 orsakade jordskred i södra delen av Hutchington Island, Florida. |
| 3        | >49-58       | Vattenståndet allmänt >2,4…3,7 m högre än normalt. Väggar skadas på mindre villor och uthus. Småskador på skyddsvallar. Buskage och träd skadas, löven på träd blåser bort. Stora träd blåser omkull. Baracker och svagt byggda skyltar förstörs. Låglänta utfartsvägar avskärs av stigande vattenstånd 3…5 timmar innan stormcentrum anländer. Översvämningar nära kusten förstör mindre anläggningar, och större konstruktioner skadas av kringflygande skräp. Terrängavsnitt lägre än 1,5 m över havets medelvattennivå översvämmas så lång som 13 km från kustlinjen. Evakuering av lågt liggande villaområden med flera kvarter längs strandlinjen kan bli nödvändig.                                      | Orkanen Jeanne och Orkanen Ivan 2004 orsakade jordskred i Florida resp Alabama. |
| 4        | >58-69       | Vattenståndet allmänt >3,7…5,5 m högre än normalt. Stora skador på skyddsvallar, hela tak slits bort på mindre villor. Buskar och träd och skyltar blåser iväg. Baracker demoleras fullständigt. Omfattande skador på dörrar och fönster. Låglänta utfartsvägar kan vara avskurna på grund av stigande vatten 3…4 timmar innan stormcentrum anländer. Stora skador på de nedre våningarna i anläggningar nära stranden. Terrängavsnitt som ligger lägre än 3 m över havets medelvattennivå kan bli översvämmade och kräva massutrymning av bostadsområden så långt som 10 km inåt land. | Orkanen Charley 2004 orsakade jordskred i Charlotte County, Florida, med vindstyrkor på 69 m/s. Orkanen Dennis 2005 slog mot Kuba |
| 5        | >69          | Vattenståndet allmänt >5,5 m över havets medelvattennivå. Fullständig takkollaps på många villor och industribyggnader. Somliga byggnader blir fullständigt demolerade, uthus blåser omkull eller far helt iväg med vinden. Alla buskar och träd och vägskyltar har blåst omkull. Baracker helt demolerade. Stora skador på fönster och dörrar förekommer allmänt. Låglänta utfartsvägar avskärs av stigande vattennivåer 3…5 timmar för ankomsten av stormcentrum. Stora skador på de lägre våningarna i anläggningar som ligger lägre än 4,6 m över havets medelvattenstånd och inom 450 m från strandlinjen. Massevakuering av låglänta bostadsområden kan bli nödvändig så långt som 8 à 16 km från kusten. | Sedan orkanstatistik började föras har bara 3 kategori 5-fall orsakat jordskred i USA: - Labor day-stormen 1935 drabbade Keys, Florida med lufttrycket 892 mb; det lägsta som någonsin noterats i USA - Orkanen Camille 1969 drabbade Gulfkusten utanför Mississippi med vattenstånd på 7,6 m över medelvattenstånd, vilket översvämmade Pass Christian. - Orkanen Andrew 1992 orsakade jordskred södra Miami-Dade County, Florida med rekordskador om 26,6 miljarder dollar (bortåt 200 miljarder kronor) Orkanen Wilma 2005 var den kraftigaste cyklon som någonsin noterats över Atlanten. Den uppvisade ett lägsta lufttryck på 882 mb. Den kraftigaste tropiska cyklon som någonsin registrerats i hela världen var Tyfonen Tip som 12 oktober 1979 hade ett lufttryck i ögat på bara 870 millibar. |

De senaste decennierna har man noterat en ökad frekvens av riktigt kraftiga tropiska cykloner. Även om säkra bevis saknas tyder ett flertal studier på att den ökade frekvensen av "monsteroväder" har ett samband med att klimatet på jorden blir varmare (se global uppvärmning) och att vi även i framtiden får förvänta oss allt intensivare oväder. Allt fler forskare tror nu att det bara är en tidsfåga innan man registrerar oväder med medelvindhastigheter på 90 m/s (324 km/h) eller ännu mer. Därför anser en del meteorologer att man borde utöka skalan med en kategori 6. Gränsen för kategori 6 anser man borde gå vid medelvindhastgheter på 78-80 m/s (281-288 km/h). Bevisligen har man bara under tidsspannet av 3-4 år registrerat flera tropiska cykloner med så våldsamma vindar att de skulle klassas i den hypotetiska "kategori 6" (till exempel Orkanen Wilma, Orkanen Rita och Cyklonen Monica).  Hittills har emellertid endast ett litet antal tropiska cykloner nått land med en kraft som skulle placera dem i "kategori 6". I Atlanten endast Orkanen Camille (1969) och Labour day hurricane (1935), i båda fallen med en enorm förödelse i de drabbade områdena. Lyckligtvis träffade de ingen storstad men forskare bävar för följderna om en cyklon med medelvindhastigheter på 90 m/s drabbar till exempel Miami-Fort Lauderdale området i södra Florida eller, ännu värre, det oerhört tättbefolkade Bangladesh/Västbengalen i Asien. Regionen är på grund av den stora befolkningstätheten, fattigdomen och den låglänta terrängen troligen det mest sårbara området i världen för tropiska cykloner.
Andra forskare är emellertid skeptiska till idén att utöka orkanskalan. Bland dem finns Robert Simpson, en av upphovsmännen till Saffir-Simpsons orkanskala. Enligt honom finns det inget behov av att införa kategori 6, helt enkelt därför att syftet med skalan är att ge allmänheten en bra indikation om cyklonens förstörelsepotential. Och när den varaktiga vindhastigheten överstiger gränsen för kategori 5 kommer kraften i vinden att vara så stark att endast konstruktioner i armerad betong kommer att stå kvar någorlunda intakta och alla byggnader belägna inom 400-500 meter från stranden kommer, hur välbyggda de än är, att skadas svårt av stormfloden eller helt enkelt sköljas bort. Även riktigt välbyggda hus kommer, enligt Simpson att få stora skador om den utsätts för kategori 5-vindar i bara 6 sekunder. 

## Andra skalor för tropiska cykloner
På andra håll i världen används andra skalor. De är i flera fall uppbyggda på liknande sätt med olika kategorier men till skillnad från Saffir-Simpson skalan mäter man medelvinden under 10 minuter, istället för 1 minut vilket som nämnts tidigare ger lägre medelvärden men däremot större avvikelser från medelvärdet i de kraftigaste vindbyarna. 
I södra Stilla havet är det den australienska vädertjänsten som har huvudansvaret för övervakningen. Liksom Saffir-Simpsonskalan använder man en skala med 5 kategorier men gränsvärdena är satta utifrån de maximala vindhastigheterna i vindbyarna vilket ger andra värden än Saffir-Simpson skalan. Till exempel är gränsvärdet för en kategori 5-cyklon enligt den australiensiska skalan satt till +280 km/h (78 m/s) vilket innebär att medelvärdet normalt är över 200 km/h, vilket ungefär motsvarar medelvärdet i en kraftig kategori 3-orkan enligt Saffir-Simpsonskalan om man använt 10-minuters mätperioder men normalt över 240 km/h (67 m/s) med 1 minuts medelvärde, d.v.s. en kraftig kategori 4-orkan. 
I bl.a. Japan, Taiwan och Filippinerna har man inga kategorier 1-5 utan bara fyra steg - tropisk depression, tropisk storm, svår tropisk storm och tyfon (taifun) där allt över gränsen för orkan (119 km/h) är tyfon. I Indiska Oceanen går skalan från tropisk depression upp till supercyklonisk storm med en medelvindhastghet under 10 minuter över 120 knop (61 m/s - 219 km/h). Enligt Saffir-Simpsonskalan skulle detta motsvara en medelvind över 250 km/h, d.v.s. kategori 5.